# Limonia gracilis
Limonia gracilis är en tvåvingeart som först beskrevs av Christian Rudolph Wilhelm Wiedemann 1828.  Limonia gracilis ingår i släktet Limonia och familjen småharkrankar. Inga underarter finns listade i Catalogue of Life.